# Badenstraße 15 (Stralsund)

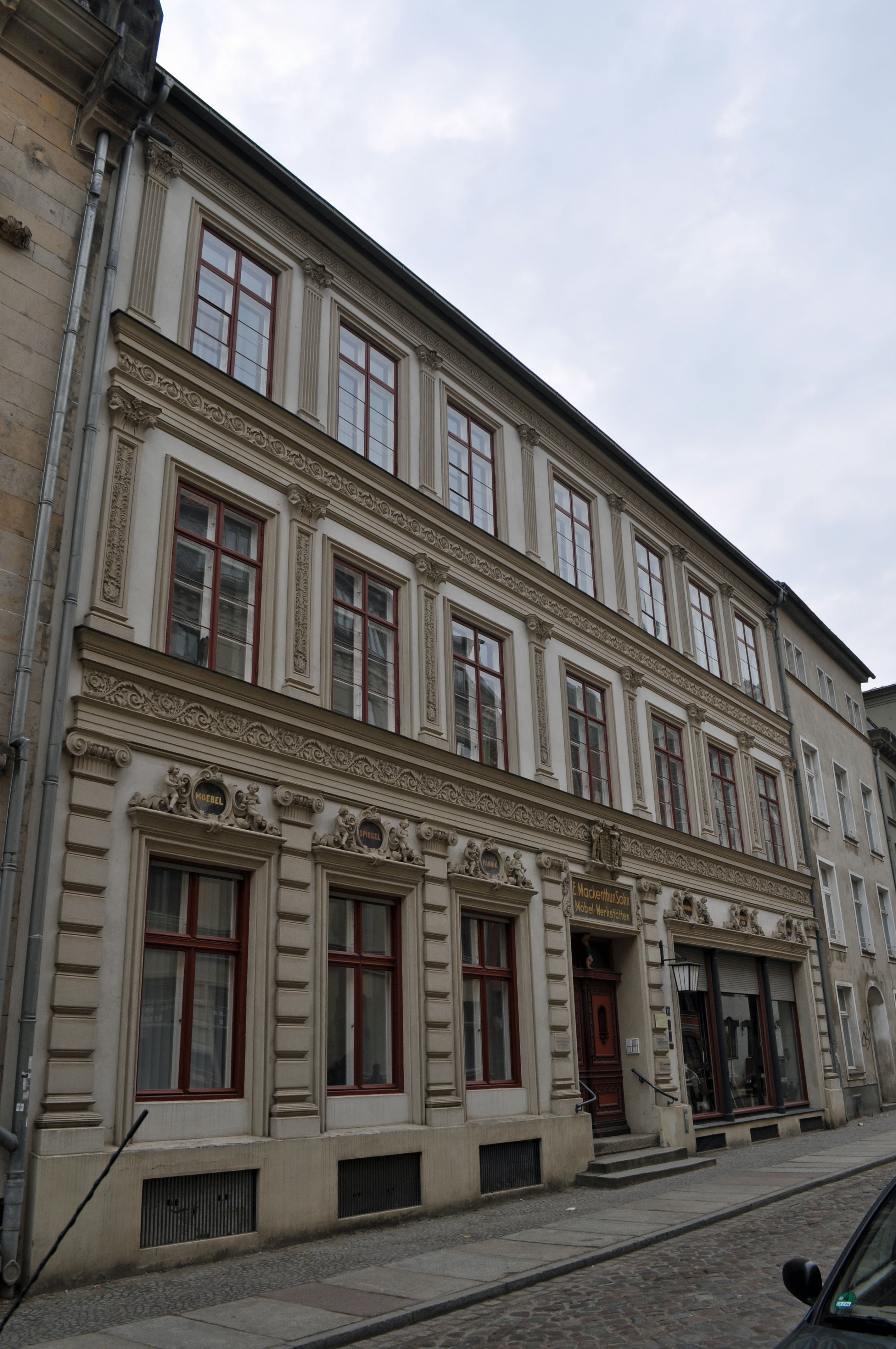
Haus Badenstraße 15 in Stralsund (2012)

Das Haus mit der postalischen Adresse Badenstraße 15 ist ein unter Denkmalschutz stehendes Gebäude in der Badenstraße in Stralsund.

## Geschichte, Beschreibung, Nutzung
Das dreigeschossige, siebenachsige Traufenhaus wurde im Jahr 1710 errichtet. Die Fassade wurde im Jahr 1880 erneuert. Sie weist sehr aufwändigen Stuckdekor auf. Die geschosstrennenden Friese zeigen Pflanzenornamentik. Die in allen drei Etagen vorhandenen Pilaster neben den Fenstern sind auf jeder Etage unterschiedlich gestaltet. Die Fenster im Erdgeschoss sind in barockisierendem Stil bekrönt.
Über dem Portal befindet sich ein Wappen, das die Besitzer E. Mackenthun Sohn der über die gesamten Hausbreite verlaufenden Werkstätten anzeigte. Über den Erdgeschossfenstern und dem Portal sind die Werbetafeln aus der Mitte des 19. Jahrhunderts erhalten. Demzufolge hatte sich die Fabrik auf Spiegel, Möbel, Bildhauerarbeiten, Dekorationen und Glaserarbeiten  spezialisiert. – Eine Zeile im Erdgeschoss wird als Bildergalerie genutzt.
Die Werkstätten waren noch nach dem Zweiten Weltkrieg erhalten.  
Das Haus steht im Kerngebiet des von der UNESCO als Weltkulturerbe anerkannten Stadtgebietes des Kulturgutes Historische Altstädte Stralsund und Wismar. In die Liste der Baudenkmale in Stralsund ist es mit der Nummer 60 eingetragen.